# Latvalampi (sjö i Heinävesi, Södra Savolax)
Latvalampi är en sjö i kommunen Heinävesi i landskapet Södra Savolax i Finland. Sjön ligger 90,6 meter över havet. Arean är 62 hektar och strandlinjen är 5,78 kilometer lång. Sjön  ingår i Vuoksens huvudavrinningsområde.   Den ligger omkring 120 kilometer nordöst om S:t Michel och omkring 330 kilometer nordöst om Helsingfors. 